# ヒトの虹彩の色
ヒトの虹彩の色（ヒトのこうさいのいろ）は、ヒトのいわゆる目の色（めのいろ）、瞳の色（ひとみのいろ）のことで、遺伝性の身体的特徴である。おもにその表面にある色素に由来し、ヒトやその他の動物は虹彩の色に関する表現型に変異を示す。
ヒトの目の色のバリエーションは、虹彩の中のメラニン細胞が作り出すメラニン色素の割合によって決定される。上皮細胞の色素、虹彩のストロマに付着するメラニンとその細胞の密度が色を構成する3つの要因である。メラニン色素は基本的に黒色であり、個体の目の色が何色であろうと黒色は含まれていることになるが、一般的に「目の色」として我々が認識するのはストロマの中のメラニン色素である。ストロマの細胞の密度はどれだけの光を吸収できるかを決定する。例外的に目の色の明るい品種の鳥などの目の色はメラニンによっては決定されずプリン、カロテノイド、プテリジンの量による。

## 「発色」の原理
目の色は2つの遺伝子が影響して現れる遺伝性の身体的特徴のひとつである。2つの主要遺伝子と、それ以外にさまざまな色を作り出すマイナー遺伝子がある。現在知られているだけで人間の虹彩の色を決定する遺伝子は「EYCL1」・「EYCL3」の２つあり、これらの遺伝子がブラウン・グリーン・ブルーの表現型の目の色を決定する。目の色は生後6ヶ月ほどで定まる。
2006年にはEYCL3の位置の特定が分子レベルで発見され、研究者は3839人のサンプルを調査した結果74%の目の色はOCA2近くの一塩基多型遺伝子の数によると発表している（OCA2は以前からアルビノの発症要因として知られていた）。最新の発表では一塩基多型遺伝子の数はブルーとグリーンの目に強く影響することがわかっており、その他にも雀卵斑（通称そばかす）やほくろ、毛髪や肌の色にまで多大な影響を及ぼすとされている。学者はこれらの遺伝子を調節遺伝子と踏んでおり遺伝子情報の形式となっていると考えている。2008年の発表ではOCA2の形式を調節するHERC2遺伝子の中の特定の突然変異がブルーの目の要因になっていることがわかった。ブラウンスポットのあるブルーの目とグリーンの目はグレーの目とはまったく異なったゲノムから成り立つものであるとしており、学者のエイバーグは「遺伝子SNP rs12913832がブルーとブラウンの目に関連性があることが発見されたが、このDNAはブラウンスポットのあるブルーの目からヘーゼル、ダークブラウンまですべての包括的関連性を説明するには至っていない」と述べている。

## 色の分類

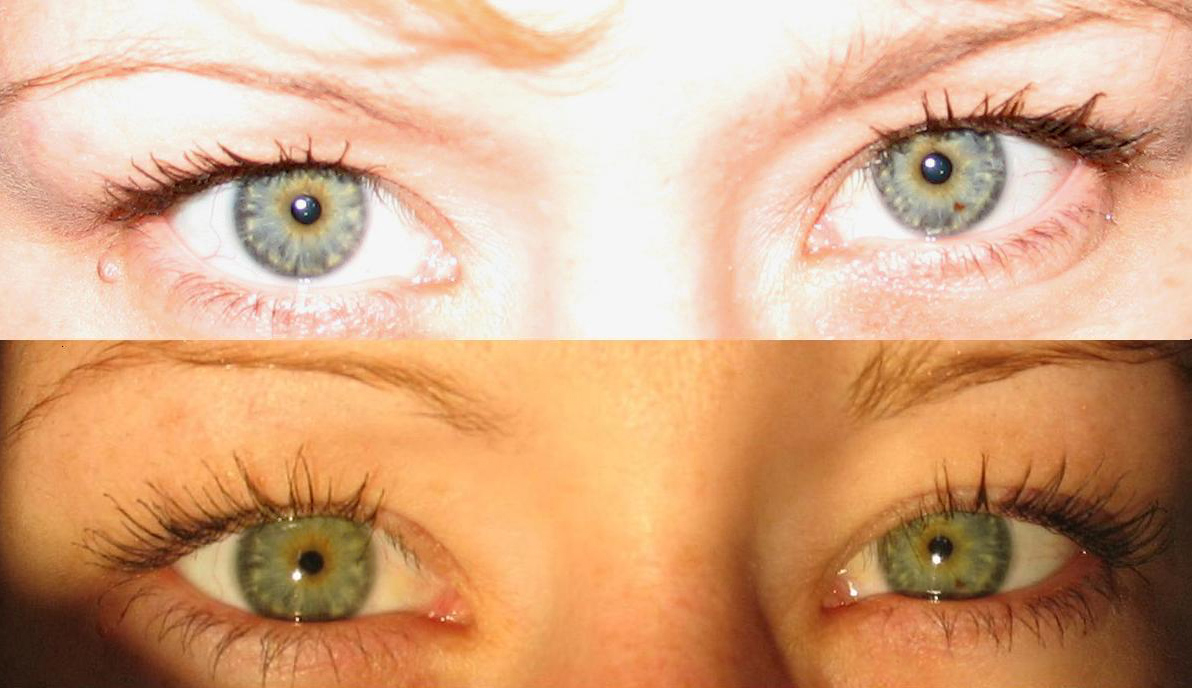
環境によって客観的な色合いは類似色に変化する。上下は同じ人間の目。

目の色は個体のさまざまな情報を含むとともに、その分類は病理学、薬学的な変化を見るのに非常に有効な方法である。分類の方法は「明るい」「暗い」の2種類から写真を使った細かな色の分類までさまざまであるが、周囲の環境（光量やその色）によって目の色も変化するため、絶対的な基準は設けないのが通常である。
目の色は基本的にもっとも暗いダークブラウンから非常に明るいライトブルーまであり、シンプルな基準を定めるのは簡単である。研究用に学者セドンは虹彩の色の優劣性とブラウンとイエローの色素に基づく基準を設けた。それによると、目の色を構成する色素は3つ「ブラウン」「イエロー」「ブルー」に分類でき、各色の混合率が個体の目の色を決定する。たとえばグリーンの目はイエローをベースにブルーが入りグリーンを形成。ブルーの目は若干のイエローに加え（個体によるが）極少量のブラウンがブルーを形成し、少量のイエローにブラウンなしがグレーの目を形成する。日本人の大半を占めるブラウンは他の色がほとんど混じっていないブラウン一色の目である。これらはホモ・サピエンス（人間）の目の色に関しては正しい理論である。
他の動物も目の色は多種多様となる。人間の場合、ブルーの目を始めとして明るい色は遺伝的に劣性であるがオマキトカゲなどではブラックが劣性であり逆にイエローとグリーンが優性である。

### ブラウン（Brown/濃褐色）

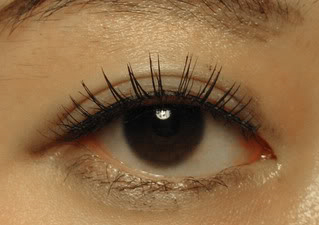
アフリカやアジアに多いダークブラウン（黒）の瞳。

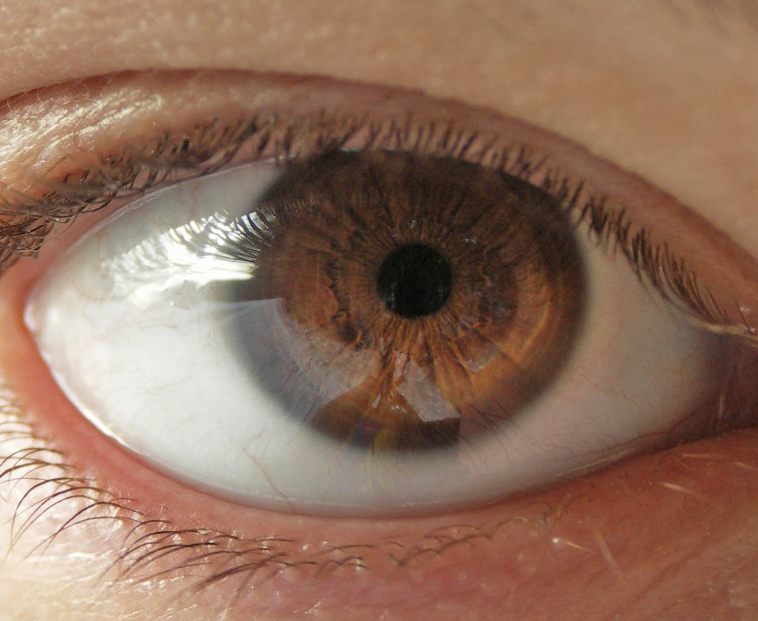
ブラウンの瞳。

ブラウンの目は人類の虹彩の中でもっとも多い色であり、多量のメラニン色素を虹彩のストロマに含んでいる。茶色の目はヨーロッパ、特に南ヨーロッパでも非常に一般的。
概して黒く見える場合が多く、アフリカやアジア地域においてもっとも多い虹彩色である。日本人の大半もまた、黒と表現される濃いブラウンに属す目の色を持つ。バルト海沿岸の国（フィンランドやエストニア）などではもっとも少ない色となっている。
薄茶色の目は日本、東アジア、東南アジアでも見られることがあるものの、非常にまれである。北海道の礼文島から出土した3800年前の縄文人女性のゲノム情報を解析したところ、目の色は明るい茶色だった。

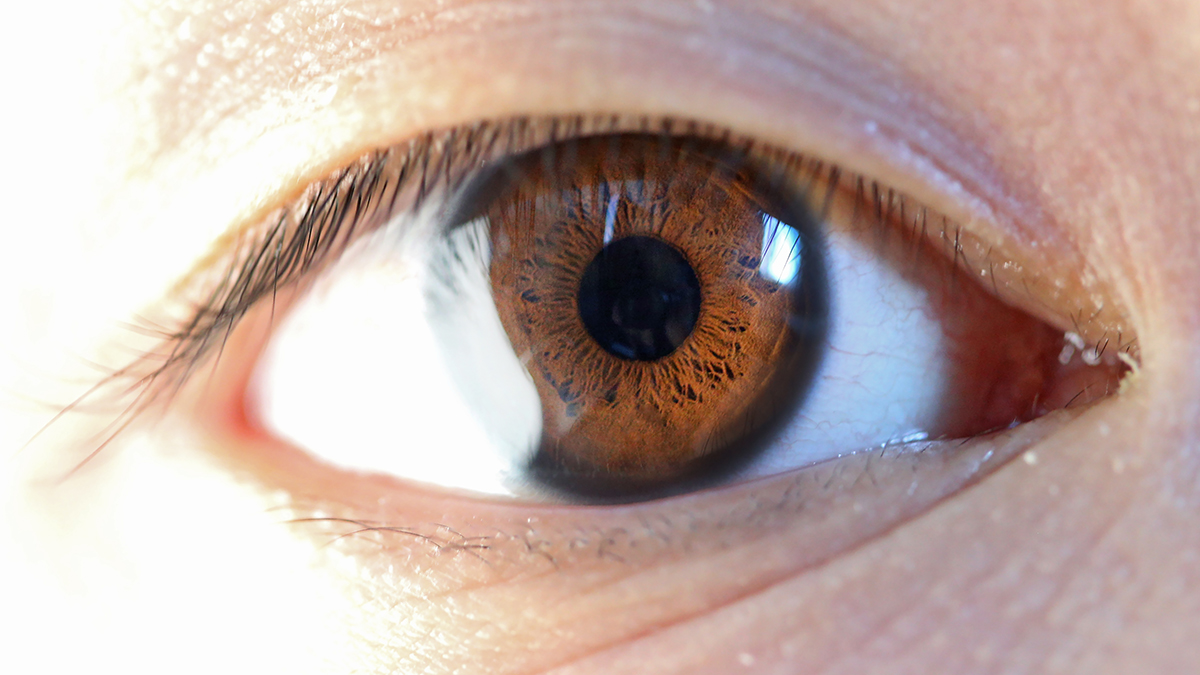
日本や東アジアでは珍しい、琥珀に近い薄茶色の目

### ヘーゼル（Hazel/淡褐色）

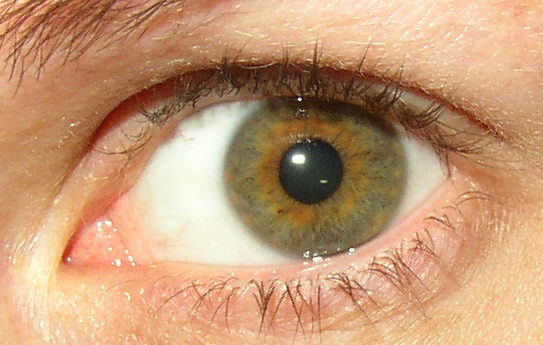
一般的なヘーゼルの瞳

ヘーゼルの目はレイリー散乱と中程度のメラニン色素量によってもたらされる。3種の色の分類による研究によればヘーゼルはライトブラウンとダークグリーンの中間の色であるため時として複数の色に見えることがあり、太陽光にさらされたとき、瞳孔に近い部分がライトブラウンに、その周りがライトグリーンやアンバーに（逆もあり）、白目に近い部分がブルーになることがある。
米国やヨーロッパの人々に多く、基本的にはアフリカ、中東、アジア圏ではほとんど見られない。ダークブラウンの個体とブルーの個体が交配した場合の子供の目の色に多い色でもある。
ライトブラウンとの分類が難しい色であり、個体によってはゴールド、ダークグリーンになる場合もあるため、ヘーゼルはダークグリーン、イエローブラウン、ライトブラウン、アンバーとされる場合も多く、北アメリカでは「環境によって変化する目の色」の代名詞である。

### アンバー（Amber/琥珀色）

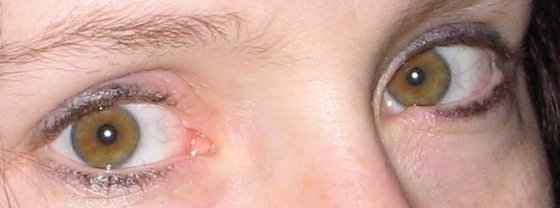
アンバーの瞳。通称「狼の目」

アンバーはイエロー、ゴールドのほか小豆色や銅色の混じった色の目である。リポクロームと呼ばれるイエローの色素の沈殿によってもたらされ、通称「狼の目（Wolf eyes）」と呼ばれる。これは狼の目にアンバーが多いためである。
プテリジンと呼ばれるイエローの色素は鳩に見られ、アメリカワシミミズクの黄色い目は色素細胞内のキサントプリテンの存在（黄色細胞）によるものとされている。人間の場合はリポフスチンの作用による（通称リポクローム）。
光の加減で金色に輝くため、金眼ともいう。

### グリーン（Green/緑色）

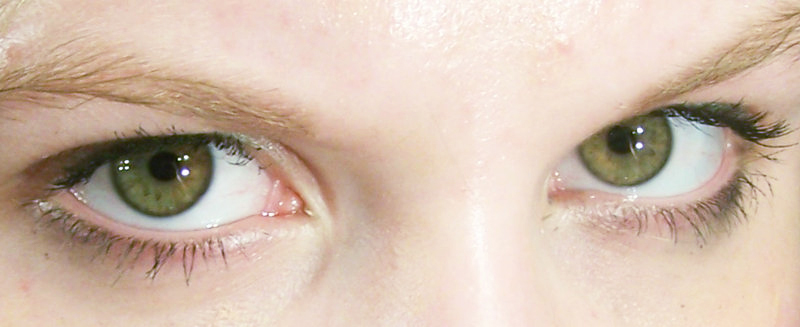
グリーンの瞳。北欧やイギリス諸島に多い目である

グリーンの目は適度なメラニン色素によって形成される。南ヨーロッパや東欧や中東、中央アジアにも多少見られるが大半は北ヨーロッパに集中している。アイスランドにおいては人口の88％がグリーンかブルーの目を持っている。その他、ハンガリー、スウェーデン、デンマーク、ノルウェー、アイルランド、スコットランド、北イタリア、 オランダ、ドイツなどにもグリーンの目を持つ者は非常に多い。アフガニスタンのパシュトゥーン人は国内で「Hurry Ankehian Wallay（緑の目を持つ人々）」と呼ばれている。世界のおよそ2％が当てはまるとされている。

### グレー（Gray,Grey/灰色）

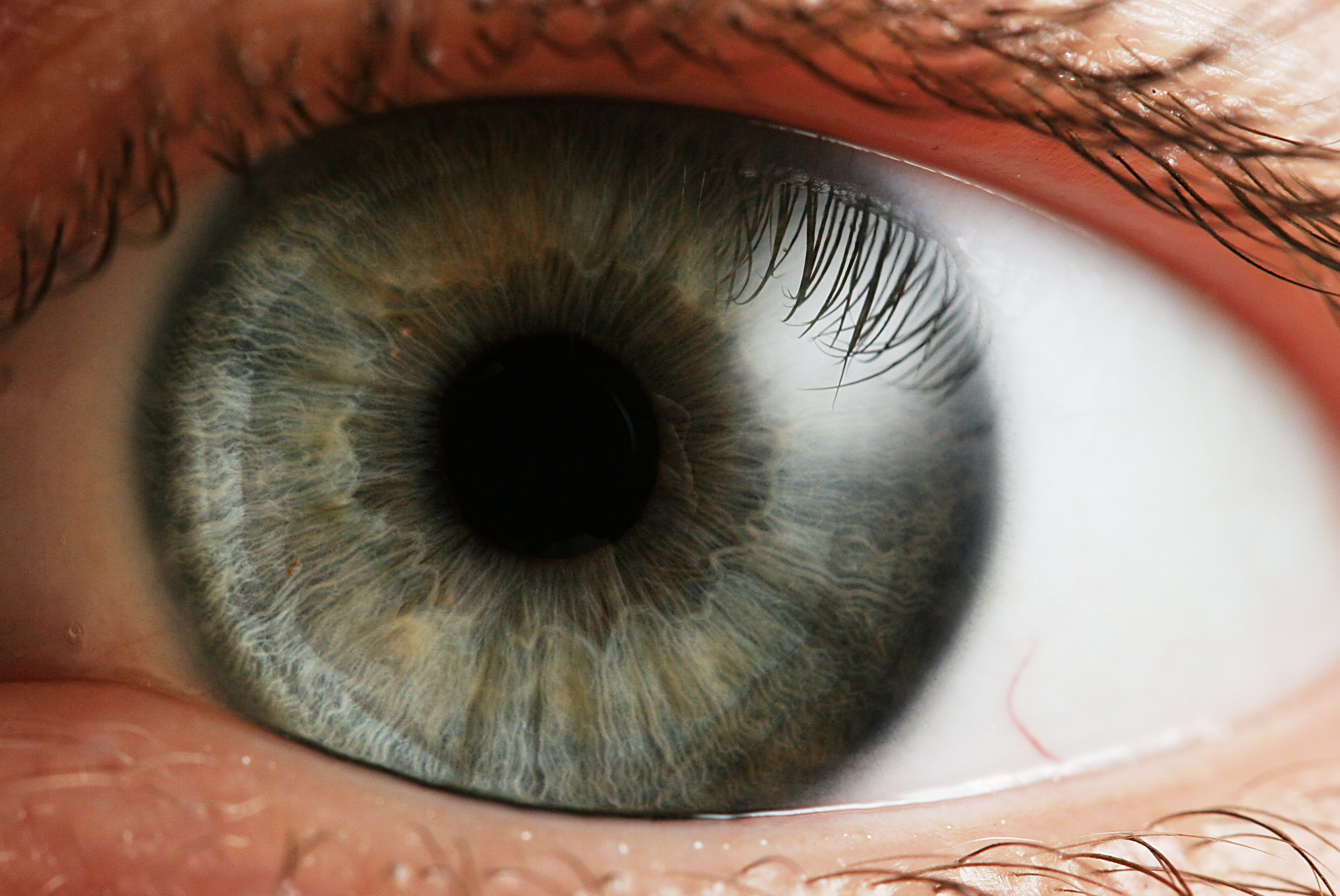
グレーの瞳

グレーの目はブルーの目に比べメラニン色素の割合が多く、時としてダークブルーと呼ばれる。ヨーロッパロシア、フィンランド、バルト海沿岸（例えば、リトアニア、エストニア、ラトビア）の国に多く見られる。グレーの目を持つ個体は色素の欠落が顕著な場合が多く肌は非常に白く、髪の毛はブロンドや赤毛などが非常に多い。グレーの目はブドウ膜炎の兆候となることがある（グレーの目を持つ個体がブドウ膜炎ということではない）。グレーの目は環境によってブルー、グリーンと相似色に変化する。ギリシアの女神アテーナーは「海のグレー」（もしくは「梟のグレー」）の色の目を持つとして有名である。

### ブルー（Blue/青色）

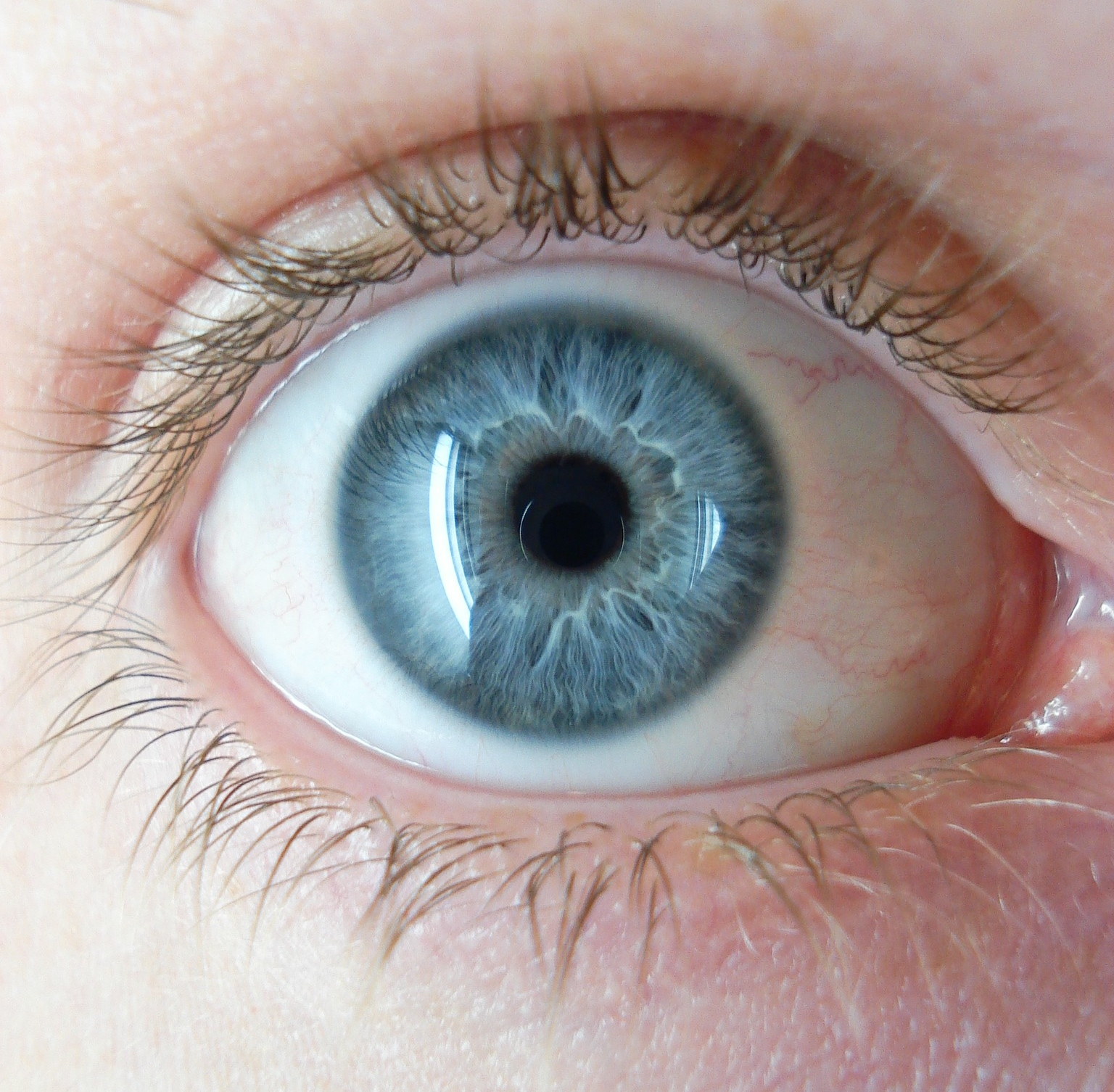
ブルーの瞳

ブルーの目（碧眼ともいう）はストロマの中のメラニンの量によって形成される。短い波長の光はレイリー散乱により反射される。存在するメラニン色素はユーメラニンという種のものである。
メラニン色素は生後数年のうちに一気に形成されるため、ブルーの目を持つ幼児は環境次第で年とともに暗くなっていくことがある。ブルーの目は遺伝的に劣性であり、学者エイバーグとその研究者達は論文をヒューマン・ジェネティックスに発表し、OCA2遺伝子の触媒と考えられているHERC2遺伝子の8番目のイントロンがOCA2遺伝子の働きを抑えメラニン色素の形成を減らしているとした。さらに、エイバーグは6,000年から10,000年前に黒海周辺で一つの個体の突然変異によりブルーの目が誕生したとしている（ブラウンスポットのあるブルーの目はこれに属さない）。
ブルーの目は北欧・東欧のコーカソイド（白人）に多く見られ、南ヨーロッパにも存在し、インド、中央アジア、中東にも少数見られる。
2002年の発表でアメリカで1936年から1951年にかけて生まれた人の33.8%が青であり、1899年から1905年に生まれた人のブルーの目の割合57.4％に比べると劇的に減っている。また、西ユーラシア人以外でもワールデンブルグ症候群やアルビニズムなどの疾患によって青い目が発生する場合がある。

### レッド（Red/赤色）とバイオレット（Violet/青紫色）

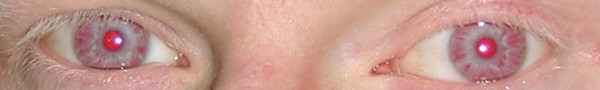
重度の先天性白皮症（OCA1A）により虹彩まで赤く見える。

写真のフラッシュ撮影では、赤目現象が発生することがある。この現象では、フラッシュの明るい光が血管の多い網膜に直接届き、瞳孔が赤く写る。この現象が重度の先天性白皮症（アルビノ）の人々の目で起こると、大量の色素の欠如のため、虹彩も赤く写ることがある。また、最も重篤なタイプの場合、虹彩・瞳孔が完全に半透明になり、ほとんど赤に見えることもある。女優のエリザベス・テイラーのように深い青の目を持つ人は、照明やメイクなどによっては紫色に見えることもあるが、「本当の」紫の目はアルビノによってのみ起こる。

### 虹彩異色症（オッドアイ）(Heterochromia iridis)

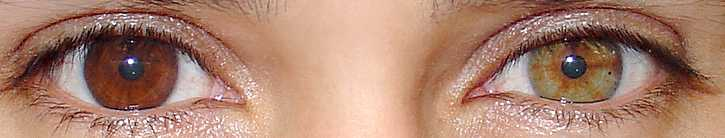
虹彩異色症の瞳の例｡右眼はブラウン､左眼はヘーゼル

左右の虹彩の色が違うことを虹彩異色症（Heterochromia iridis）と呼ぶ。ヒトでは極めて稀であり、問題のない先天性の遺伝子疾患のほか、怪我が原因の視力障害でも色が変わることがある。